# Othon V de Brandebourg
Otton V (né vers 1245 et mort en 1298 ou en juillet 1299), dit « le Long » (der Lange), ou « le Paresseux » (der Faule), fut margrave de Brandebourg de 1267 à sa mort et régent du royaume de Bohême de 1278 à 1283.

## Biographie
Otton V est le deuxième fils d'Othon III de Brandebourg et de Béatrice (Božana en tchèque), fille du roi de Bohême Venceslas le Borgne. Il succède à son père en 1267 conjointement avec ses trois frères Jean III, Albert III et Othon VI le Petit. Il établit le centre de son pouvoir dans sa résidence de Cobourg. Pendant son règne Otton V passe une grande partie de son temps à Prague, à la cour de son oncle maternel le roi Ottokar II de Bohême. Quand Ottokar est vaincu et tué en 1278, Otton V dévient régent (Protektor) pour 5 ans du fils mineur et héritier de celui-ci Venceslas II, âgé de sept ans seulement à la mort de son père. Comme régent, Otton V doit faire face aux machinations de la veuve d'Ottokar II Cunégonde de Slavonie soutenue par une faction de nobles puissants parmi lesquels son futur époux Záviš de Falkenstein. 
Les chroniqueurs tchèques décrivent, la rigueur d'Otton V et les pillages de ses troupes et précisent que Venceslas est transféré dans la forteresse de Spandau et qu'il est obligé de lui céder ses droits sur la Haute Lusace avant qu'il ne puisse régner directement lui-même. Une assemblée réunie le 25 décembre 1281, les délégués des villes des nobles et du clergé. Elle doit accepter les exigences financières d'Othon V qui pour mettre fin à sa régence et laisser Venceslas rentrer dans son pays réclame un versement de 20.000 mark d'argent. Venceslas n'est relâché que le 24 mai 1283. Le nouveau roi doit lui-même ensuite prendre des mesures contre la trop forte influence du puissant clan nobiliaire qui gravite autour de sa mère. Othon V défend également ses prétentions en Poméranie contre les empiétements des féodaux polonais.

## Union et postérité
Otton V épouse le 22 octobre 1268 Judith de Henneberg († 1327) comtesse de Henneberg-Cobourg, dont :
- Béatrix (1270-1312/1316), héritière de la Lusace supérieure, épouse le 4 octobre 1281 Bolko Ier de Świdnica puis en 1309 Ladislas de Bytom (1280-1352) ;
- Jutta (1275/1286-1328), épouse vers 1303 Rodolphe Ier de Saxe-Wittenberg ;
- Hermann Ier (1280-1308) ;
- Mathilde (1270-1298), épouse d'Henri IV le Juste.

## Source
- Anthony Stokvis, Manuel d'histoire, de généalogie et de chronologie de tous les États du globe, depuis les temps les plus reculés jusqu'à nos jours, préf. H. F. Wijnman, Israël, 1966, volume III, chapitre VIII « Généalogie des Margraves de Brandebourg. Maison d'Ascanie » et tableau généalogique no 7.